# 1687 w literaturze
Wydarzenia literackie w 1687 roku.

## Nowe poezje
- polskie
- zagraniczne

## Urodzili się
- Paolo Antonio Rolli, włoski librecista i poeta

## Zmarli
- Edmund Waller, angielski poeta